# Rodolfo de Zorzi
Rodolfo Justo De Zorzi (Rosario, 27 giugno 1921 – Santa Fe, 12 gennaio 1995) è stato un calciatore argentino, di ruolo difensore.

## Caratteristiche tecniche
Difensore centrale di grande fisico e veemenza detto "Pelusa" fu il secondo di due splendide coppie di centrali: in nazionale con Saturnino Yebra e al Boca con Josè Manuel Marante.

## Carriera

### Club
Crebbe nel Rosario ma si affermò definitivamente nel Boca Juniors.

### Nazionale
Debuttò in Nazionale nel 1945, e già al suo primo anno vinse il Campeonato Sudamericano de Football.

## Palmarès

### Nazionale
- Campeonato Sudamericano de Football: 1

Cile 1945